# Jacopo Avanzi
Jacopo Avanzi var en italiensk målare under 1300-talets andra hälft, verksam i Padua.
Bland hans kända verk finns bland annat ett antal fresker i San Giorgios oratorium vid domen i Padua. Han var elev och medarbetare till Altichiero da Zevio.